# Arxiu electrònic
L'arxiu electrònic és un arxiu complementari i equivalent als arxius convencionals, destinat a conservar els documents electrònics i cobrir el seu cicle de vida.
Permet emmagatzemar per mitjans electrònics els documents utilitzats en actuacions administratives.
Les administracions públiques i els seus organismes públics han de garantir un sistema de gestió i conservació en suport electrònic tots aquells documents que formin part d’un expedient electrònic administratiu i aquells documents que estiguin vinculats a les relacions dels ciutadans amb l’Administració.
Hi ha tota una legislació i normes tècniques complementàries que regulen els requisits i forma dels arxius que han de garantir la disponibilitat i recuperació de la informació electrònica d’acord a criteris de conservació que assegurin la integritat i autenticitat de les dades.

## Requisits
Els suports que emmagatzemin els documents hauran de comptar amb mesures de seguretat que garanteixin la integritat, autenticitat, confidencialitat, qualitat, protecció i conservació dels documents.
Asseguraran l’aplicació de mesures establertes en l’Esquema Nacional de Seguretat pel compliment dels requisits mínims de seguretat adequats als medis i suports en què s'emmagatzemin els documents, segons la categorització dels sistemes. Especialment s'ha d’assegurar el control d’accés, la identificació d’usuaris i la traçabilitat de les accions dels usuaris.
Asseguraran el compliment de les garanties previstes per la legislació en protecció de dades, d’acord amb l'establert per la Llei orgànica 15/1999 de Protecció de Dades de Caràcter Personal i la seva normativa de desenvolupament.
També es regirà per la Política de signatura electrònica i de certificats, i s'emprarà formats de signatura que preservin la conservació de signatures al llarg del temps. Quan no sigui possible garantir l’autenticitat i l'evidència de documents electrònics a través de la signatura electrònica o els certificats, es farà a través de la conservació i custòdia dels arxius electrònics i de les metadades de gestió de documents, segons estableix la Política de gestió de documents.
Les Administracions Públiques han d’adoptar les mesures tècniques i organitzatives necessàries per garantir la interoperabilitat amb relació a la recuperació i conservació dels documents electrònics al llarg del seu cicle de vida. S'entén per cicle de vida del document electrònic el conjunt d’etapes, des de la identificació en un sistema de gestió de documents fins a la selecció per la seva conservació permanent, d’acord amb la normativa d’arxius, o per la seva destrucció reglamentària.
Es poden tenir en compte tres grans fases, que es desenvolupen com un cicle continu: fase de captura o producció del document; fase de manteniment i ús i fase de conservació i selecció (arxiu).
La definició de documents i expedients electrònics, juntament amb les polítiques de gestió són la base per la conservació, recuperació en arxius electrònics i per la interoperabilitat entre documents i expedients.

## Document i expedient electrònic
Un document electrònic és aquella informació en format electrònic, que incorpora dades que estan signades electrònicament i arxivat en un suport electrònic en un format determinat i susceptible d’identificació i tractament diferenciat. Tenen valor i eficàcia jurídica i es regeixen pels mateixos requisits que se li demanen a l’arxiu electrònic sobre garantir l’autenticitat documental.
L'autenticitat es basa en quatre paràmetres:
- Integritat: és la garantia que el document no ha estat modificat o manipulat.
- Autenticació: és un control de seguretat informàtic que permet comprovat la identitat d’una entitat (persona o programari informàtic) identificat prèviament o que autentifica l’origen conegut de les dades.
- Identitat dels signataris del document: és el mecanisme informàtic que permet imputar l’autoria d’un document (amb un servei d’evidència electrònica), sense que una persona pugui negar que va produir o enviar un document. Permet la responsabilitat pels actes executats de forma electrònica.
- Conservació: els documents electrònics per tal de conservar el valor com a prova han d’estar preservats amb seguretat. Els documents electrònics autèntics han de guardar a més a més les evidències electròniques. La conservació està relacionada amb la disponibilitat del document electrònic. Ha d’estar localitzable, recuperable, presentable i interpretable.[3]

Podem parlar de documents electrònics autèntics (còpia electrònica autèntica), quan: 
- El document original és electrònic. En aquest cas, es considera còpia autèntica electrònica aquell document en possessió de l’Administració que conté la informació de la signatura electrònica o el segell de temps que permetin comprovar la coincidència amb el document esmentat. La conservació d’aquests documents caldrà fer-los preservant també les evidències electròniques. D’aquests documents electrònics originals, es poden emetre còpies autèntiques en paper, quan incorporin la impressió d’un sistema de verificació que permeti contrastar l’autenticitat mitjançant l’accés a l’arxiu electrònic de l'entitat o administració que ho va emetre.
- El document original és en suport paper. En aquest cas, les còpies electròniques s'hauran de generar amb un procés de digitalització segura.[2] Aquests documents electrònics tindran la mateixa validesa que els originals en paper.

Les evidències electròniques (non-repudiation services) són serveis que es presten que permeten demostrar l’autoria d’un document. De manera que permet determinar el responsable d’actes jurídics i serveix com a prova judicial.
L'expedient electrònic és el conjunt de documents electrònics corresponents a un procediment administratiu. Per tal de garantir la integritat de l'expedient electrònic i es permeti la seva posterior recuperació, s'ha d’incloure un índex electrònic en els expedients, signat per l’òrgan o entitat actuant.

## Política de gestió i preservació de la documentació electrònica
Un dels punts que estableix l’Esquema Nacional d'Interoperabilitat sobre les condicions per conservar els documents és establir una política de gestió i tractament de documents per garantir la seva recuperació i conservació.
Aquestes polítiques han de contenir les orientacions o directrius que estableix una organització per crear i gestionar documents fiables i autèntics, disponibles al llarg del temps, segons les funcions i activitats que s'exerceixin.
El contingut mínim que ha de preveure és: 
- Definició d’abast i àmbit d’aplicació.
- Rols dels actors involucrats.
- Directrius per l'estructura i desenvolupament dels procediments de gestió documental.
- Accions de formació.
- Auditories dels procediments de gestió documental.
- Revisió del contingut de la política per garantir l’adequació de l'evolució de la gestió documental.[3]

## Requisits de conservació i recuperació

### Format
La conservació de documents electrònics es pot realitzar en el mateix format del document (forma unitària o íntegra) i de forma preferent, en un format d'estàndard obert, normalitzat i perdurable en el temps o bé, per altres formats, a través de la inclusió de la seva informació en bases de dades. En aquest cas, s'ha de recollir els criteris per tal de reproduir els documents origen, perquè s'ha d’assegurar la integritat del contingut del document i de les metadades que l’acompanyen i de la signatura electrònica, per tal d’assegurar la identitat.
Els principals estàndards oberts recomanats per als documents administratius són:
- De text: .txt, .pdf/A (ISI 19005-:2005), .xml, .html
- D’estructura de dades: .xml
- Gràfics: .jpg, ISO10918, .tif
- Vectorials: cgm

També s'ha d’assegurar la possibilitat de migrar les dades a altres formats i suports per garantir l’accés des de diferents aplicacions i per evitar el risc d'obsolescència del format. S'aplicaran processos normalitzats per la legislació sobre copiat autèntic de documents. Caldrà determinar els riscos de conservació dels documents i els terminis de conservació, a través de l'anàlisi de riscos de seguretat obligatòria.

### Temps
Els períodes mínims de conservació dels documents electrònics es determina per cada organisme d’acord a la naturalesa del document. Cal tenir en compte també les normes de conservació del patrimoni documental amb valor històric, i la destrucció de documents de paper que han estat copiats electrònicament.
Ha d’assegurar el valor probatori i la fiabilitat del document com evidència electrònica.
També cal preveure l'esborrat d’informació o destrucció física dels suports, amb constància de l'eliminació a través d’un registre, per aquells casos que prevegi la legislació.

### Metadades
Les metadades són “dades de les dades”, aquelles dades que defineixen i descriuen altres dades i serveixen per identificar, autentificar i contextualitzar documents, persones, processos i els sistemes que els creen, gestionen, mantenen i utilitzen. La finalitat de les metadades és garantir la disponibilitat, accés, conservació i interoperabilitat. Un esquema de metadades defineix la incorporació i gestió de metadades dels documents electrònics al llarg del seu cicle de vida.
La Norma Técnica d’Interoperabilitat de Política de gestió de documents electrònics estableix l’assignació de metadades mínimes obligatòries que han de contenir els documents i expedients electrònics. Per garantir la recuperació i conservació dels documents dins l’arxiu electrònic, cal associar metadades que com a mínim defineixin els termes de seguretat, accés i cobreixin les obligacions jurídiques.

### Altres requisits de recuperació i conservació
L’Esquema Nacional d'Interoperabilitat estableix com a condicions de l’arxiu electrònic, a part dels citats anteriorment:
- Identificació única i inequívoca dels documents dins del sistema de gestió. Ha de garantir la classificació, recuperació i referències de forma àgil.
- Classificació, d’acord al quadre de classificació, adaptat a les funcions de les organitzacions.
- Accés a la consulta en línia dels documents. Ha de permetre la recuperació exhaustiva i pertinent, la descàrrega dels formats originals i impressió en paper. El sistema ha de permetre també la consulta de signatures i segells de temps i de les metadades associades al document.
- Coordinació horitzontal dels responsables de la gestió de documents i els serveis d’arxiu.
- Formació tecnològica del personal involucrat en el procés de gestió documental i l'execució de la conservació de documents.

## Experiències de repositoris arxivístics digitals
A Catalunya hi ha diversos projectes d'arxiu digital, els més importants serien:
- iArxiu: arxiu electrònic de les administracions públiques catalanes.
- Desa'l: projecte enllaçat a iArxiu que s'encarregaria de la gestió documental fins al moment de tancament dels procediments administratius, que passarien a iArxiu.

Altres Administracions han engegat projectes de gestió documental, sense introduir l'arxiu. Un exemple seria el projecte Inside, sistema per a la gestió de documents i expedients electrònics. Eina de l’administració electrònica del Govern Espanyol, que proporciona funcionalitats per l'etapa prèvia a l’arxiu.

## Normativa relacionada
- Llei 1/2007 d’accés electrònic als Serveis Públics
- RD 4/2010 Esquema Nacional d’Interoperabilitat
- Norma Tècnica d’Interoperabilitat
- RD 1708/2011 Sistema Espanyol d’Arxius
- RD 1164/2002 Conservació del patrimoni documental